# Marco (personaje de Crepúsculo)

## Biografía
Marco es quizá el más misterioso de los tres hermanos que integran el clan de la realeza vampírica, pues su pasado perturbador lo obligó a ser tan hermético e indiferente que causa un tremendo pesar y desesperación.
Con abatimiento, la historia de este vampiro comienza cuando su padre expulsó a todos los vampiros de Volterra, hace más de 3,500 años, a causa de los horribles martirios que sufrió en Rumania por culpa de los no muertos.
A partir de eso, se celebra una fiesta en honor al padre de Marco: El festival de San Marcos, por salvar a Volterra de la destrucción. Esto causó en Marco un gran abatimiento, pues siendo el vampiro tenía que luchar contra el amor y odio que sentía hacia su padre al mismo tiempo.
Con carácter apacible y diplomático, su abatimiento e indiferencia lo hacen parecer ausente en todo momento, pues la muerte de su esposa Dídime, lo marcó para siempre, volviéndolo un tipo amargado y sin expectativas.
Dídime era hermana biológica de Aro, pero el la mató cuando su amor por Marco era demasiado fuerte, situación que no le convenía a los Volturi, pues la vampiresa tenía el don de hacer felices a las personas y Marco se encontraba en ese estado constantemente, situación que le nublaba el pensamiento a la hora de realizar juicios.
Al ser asesinada, Marco se vio inmerso en el dolor y el aborrecimiento por la vida, por lo que Aro le pidió a Chelsea que lo animara con sus poderes de lealtad hacia los Vulturi, eso ayudó, pero no le quitó la apatía a Marco.
A pesar de que Marco fue convertido en vampiro por Aro, y de que Chelsea crea lazos artificiales, muy en el fondo es el vampiro que mejores sentimientos tiene, pues la única razón por buscar lazos en las personas, es la de recordar a su amada esposa, con la que una vez iba a huir de Volterra y crear un clan parecido al de los Cullen.
Aro y Cayo utilizan el don de Marco de rastrear lazos, con el único fin de detectarlos en el campo de batalla y debilitar al enemigo. Siempre lleva con el un mechón de cabello de su esposa muerta.

## Apariencia Física
De piel blanca y traslúcida, cabello negro y gran altura. 

## Habilidades
Con más de tres mil años de antigüedad, este vampiro tiene el don de percibir los sentimientos y relaciones de las personas y lo que los une, algo que vio muy marcado en Edward Cullen y Bella Swan cuando los enjuiciaron en Luna Nueva. Edward lo admira profundamente, pues es el más culto del clan Volturi.